# Spectator MP-1
Le Spectator (ukrainien : БпАК-МП-1 спостерігач) est un drone tactique produit par Ukroboronprom et VAT S.P.Korolev Meridian JSC.

## Engagements

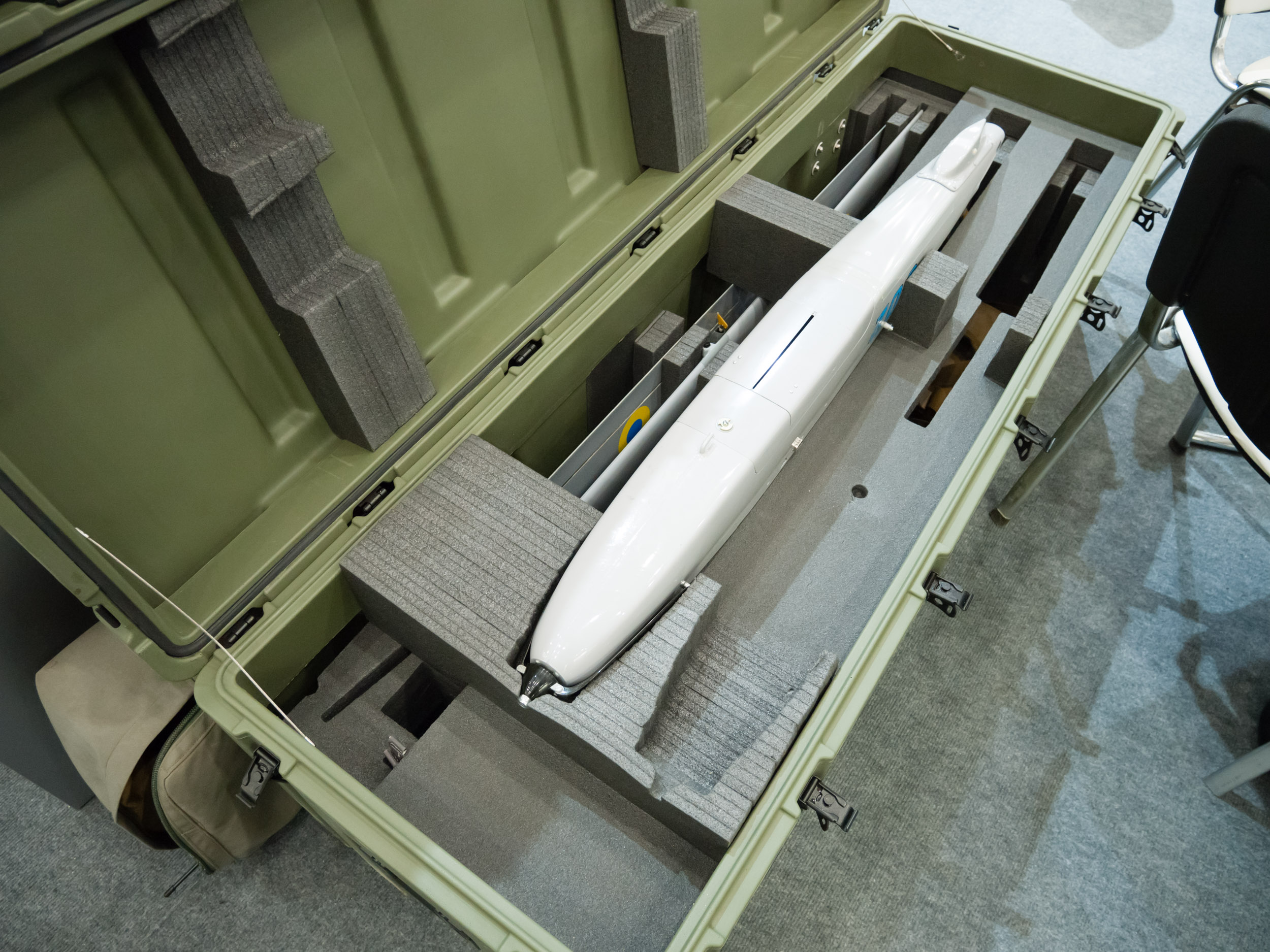
Position de transport.

### Ukraine
- Guerre russo-ukrainienne

## Utilisateurs

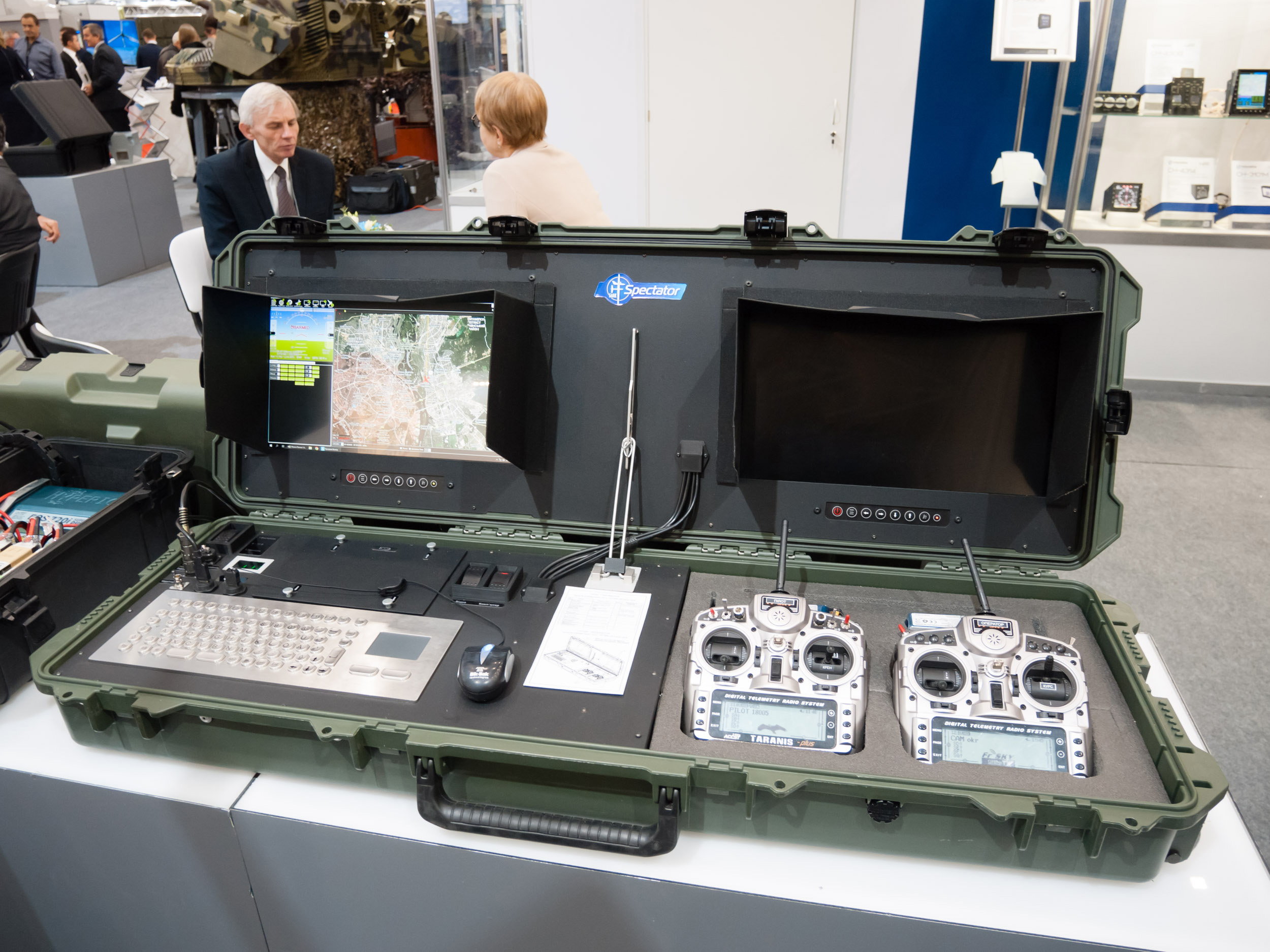
Table d'opérateurs.

- Forces armées de l'Ukraine et Service national des gardes-frontières d'Ukraine.